# Urkesh

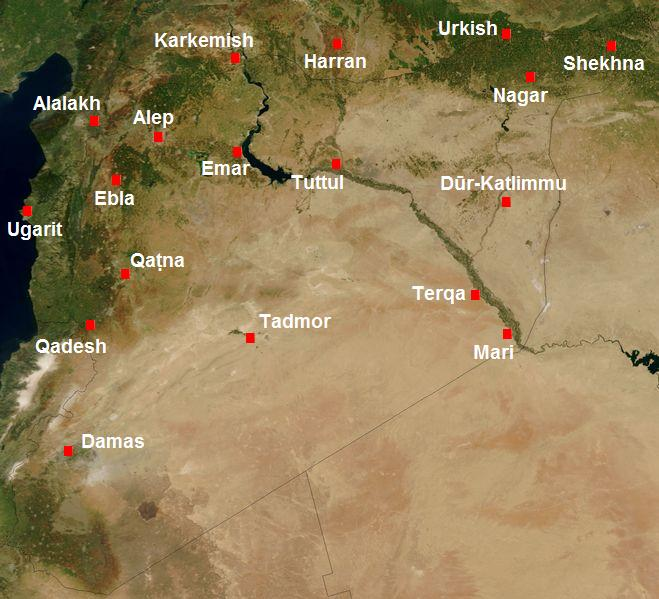
Mapa de Siria en el II milenio a. C. mostrando la ubicación de Urkesh y otras ciudades de la época.

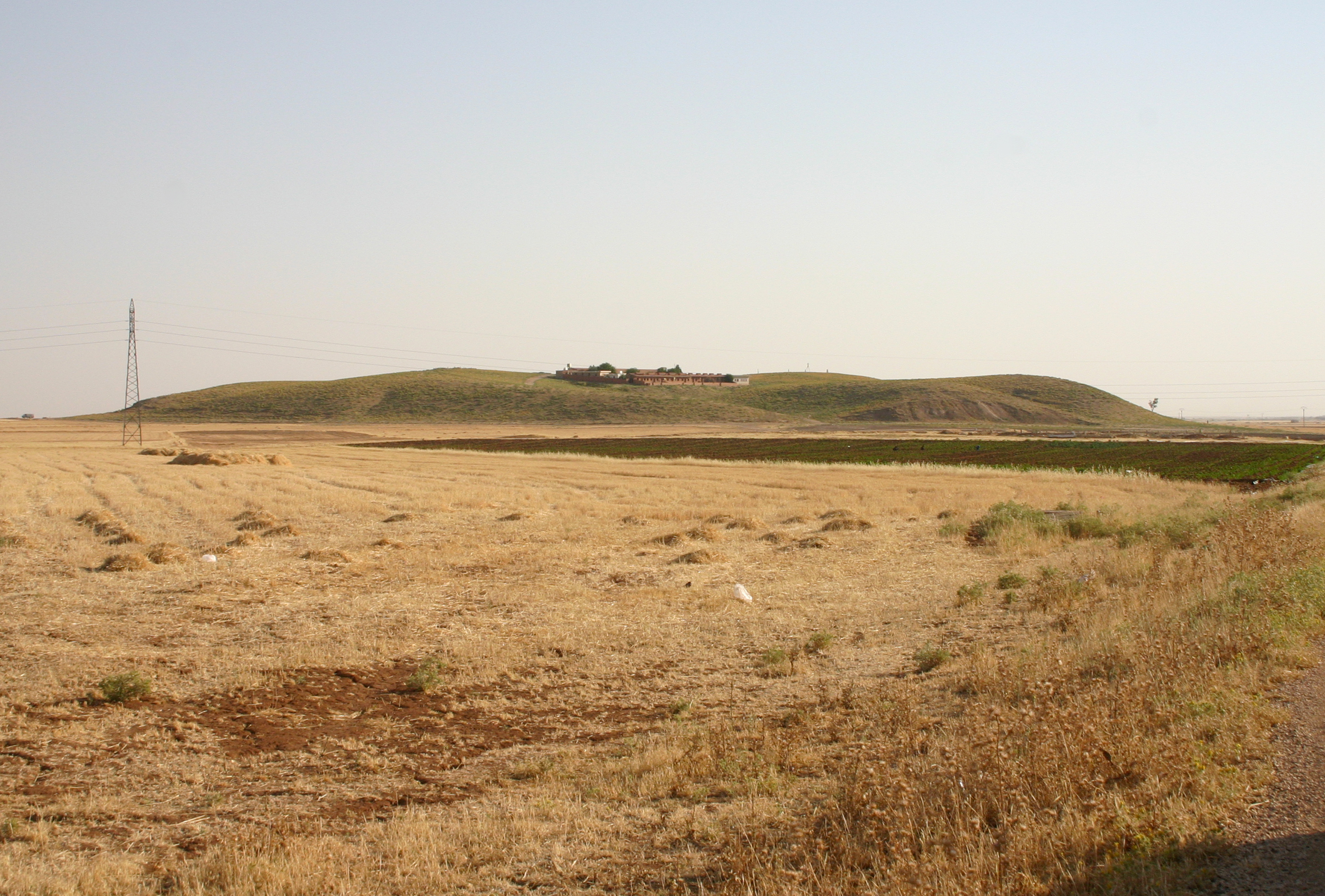
Tell Mozan 1

Urkesh o Urkish (Cuneiforme: Ḫu-ur-ri 𒄷𒌨𒊑) es una antigua ciudad estado de Siria hoy desaparecida, fundada hacia comienzos del IV milenio a. C. por los Hurritas. La ciudad se ubicaba en la actual gobernación de Al-Hasakah en el noreste de Siria, al sur de los Montes Tauro, y en el norte de Mesopotamia. En la actualidad es una zona arqueológica con el nombre de tell Mozan.

## Historia
Es poco lo que se conoce sobre la historia de Urkesh y en su mayoría ha sido revelado por los hallazgos arqueológicos en Tell Mozan y por menciones halladas en inscripciones de los reinos vecinos. Era un centro importante para la cultura hurrita que lo consideraban la sede de Kumarbi, padre de los dioses. Era la capital de un reino que se extendía hacia el norte, donde tenía lugar la extracción de cobre que fue la fuente de la prosperidad de la ciudad.
Se ignora casi todo acerca de los gobernantes de la ciudad de los que sólo se conservan algunos nombres y referencias fragmentarias. Los más antiguos ostentan el título de endan:
- Tupkish endan (c. 2250 a. C.)
- Tish-atal endan (fecha desconocida)
- Shatar-mat (fecha desconocida)
- Atal-shen (fecha desconocida)
- Ann-atal (c. 2050 a. C.)
- Te'irru (c. 1800 a. C.)

La ciudad fue abandonada por razones desconocidas hacia 1350 a. C.

## Arqueología

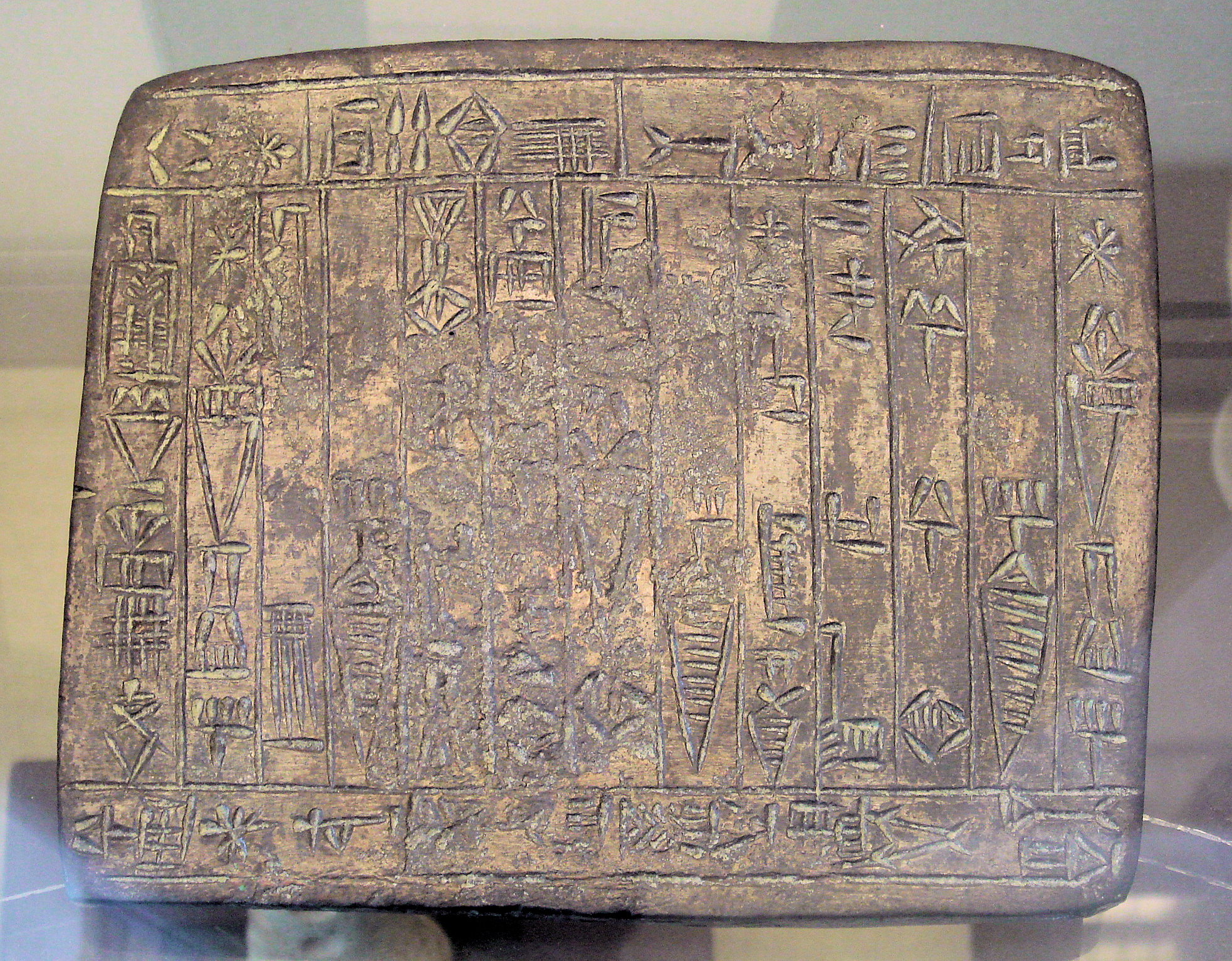
Placa de fundación, dedicación al dios Nergal por el rey hurrita Atalshen, rey de Urkish y Nawar, cuenca de Habur, alrededor del año 2000 a. C. Museo del Louvre AO 5678

La excavación arqueológica se llevó a cabo en el montículo de Tell Mozan en un aŕea de unas 135 hectáreas que se eleva unos 25 metros en su punto más alto. Los primeros sondeos los realizó Max Mallowan, marido de Agatha Christie en la década de 1930, quien abandonó los trabajos en el tell por creer haber encontrado restos romanos.
Se han realizado importantes descubrimientos entre los que destaca el Palacio Real, un templo sobre una terraza monumental y un pozo que se cree servía para realizar determinados ritos adivinatorios. La ciudad estaba rodeada por una muralla de unos 7 metros de altura y unos 8 de anchura y construida, como es habitual en la zona, con ladrillos de barro. 
La excavación comenzó en 1984 a cargo de Giorgio Buccellati de la UCLA y Marilyn Kelly-Buccellati de la California State University y han proseguido hasta la actualidad con ayuda de otros equipos. La excavación es célebre por su empleo de la alta tecnología en el estudio y conservación de los hallazgos arqueológicos.